# Bonte pyjamaspin
De bonte pyjamaspin (Singa hamata) is een spinnensoort uit de familie van de wielwebspinnen (Araneidae). De wetenschappelijke naam van de soort werd, als Araneus hamatus, in 1758 gepubliceerd door Carl Alexander Clerck.
De soort komt voor in een groot deel van het Palearctisch gebied, van Europa via Turkije, de Kaukasus en het hele Aziatische deel van Rusland tot Centraal Azië, China, Korea en Japan.